# メルセン条約

メルセン条約で定められた国境
シャルル2世の領域
ルートヴィヒ2世の領域
ロドヴィコ2世の領域

メルセン条約（メルセンじょうやく、独: Vertrag von Meerssen、仏: Traité de Meerssen）は、870年8月8日にメルセンにおいて、フランク王国の領土の再画定を定めた条約。中部フランク王国の一部を治めていたロタール2世の死去に伴い、東フランク王国の王ルートヴィヒ2世と西フランク王国の王シャルル2世とが締結した。

## 経緯
843年のヴェルダン条約により、フランク王国は三分割されていた。そのうちの中部フランク王国は855年のプリュム条約でロタール1世の死に伴い、その3人の息子ロドヴィコ2世（神聖ローマ皇帝 ルートヴィヒ2世）、ロタール2世、シャルル（カール）によってさらに分割され、それぞれイタリア・ロタリンギア・プロヴァンスを治めることとなった。しかし863年にシャルルが死去し、その領地は兄ロドヴィコ2世及びロタール2世の間で分割された。さらに869年にロタール2世が嫡出子を残さずに死去した際、当時ルートヴィヒ2世は病床にあり、ロドヴィコ2世もイスラムとの闘いの真っ只中であったことから、シャルル2世が同年9月9日にメスでロタリンギア王として戴冠した。これに対しルートヴィヒ2世も後にロタリンギアの相続権を主張し、その結果、ルートヴィヒ2世とシャルル2世の間でロタール2世の遺領（ロタリンギア）の分割を取り決めたのがメルセン条約である。この結果、ロドヴィコ2世はイタリア王国のみの領有が許され、メッツおよびアーヘンを含むロートリンゲン東部および上ブルグントの大半は東フランク王国に、ロートリンゲン西部およびプロヴァンスは西フランク王国に組み込まれることとなった。ロートリンゲン西部に関しては後に880年のリブモン条約において東フランク王国に移譲された。これによって、現在のイタリア・ドイツ・フランスの原型が形作られた。

## 関連文献
- Chisholm, Hugh, ed. (1911). "Mersen, Treaty of" . Encyclopædia Britannica (英語). Vol. 18 (11th ed.). Cambridge University Press. p. 174.